# Janez de Matha
Sveti Janez de Matha (izvirno francosko Jean de Matha), francoski rimskokatoliški duhovnik in svetnik, * 23. junij 1160, Faucon-de-Barcelonnette, † 17. december 1213, Rim.
Najbolje je poznan kot ustanovitelj reda svete Trojice (oz. trinitarijancev), katerih glavno poslanstvo je bilo osvoboditev krščanskih sužnjev iz lastništva nekristjanov v času križarskih vojn. 
To je bila uradna institucija Rimskokatoliške cerkve, ki je bila posvečena odrešenju ujetih kristjanov in neoborožena pri svojem delovanju.

## Življenjepis
Kot mladenič se je šolal v Aix-en-Provencu, pozneje pa je študiral teologijo na Univerzi v Parizu. Med svojo prvo mašo je prejel vizijo, da naj posveti svoje življenje odrešitvi krščanskih sužnjev. Sveti Feliks Valois je postal njegov učitelj in z njim se je leta 1198 odpravil v Rim.
17. decembra 1198 je papež Inocenc III. izdal pismo Operante divine dispositionis clementia in začasno odobril novi verski red v čast Svete Trojice za odrešenje krščanskih sužnjev. Red je bil dokončno potrjen leta 1209. Prvi samostan redu je bil odprt v Cerfroidu in drugi v Rimu. Leta 1201 so redovniki osvobodili prve sužnje. V letih 1202 in 1210 je Janez sam odpotoval v Tunizijo, kjer je rešil številne sužnje. 
Umrl je 17. decembra 1213 v Rimu. Leta 1655 so bile njegove relikvije premeščene iz Rima v Madrid.